# 1388
Évszázadok: 13. század – 14. század – 15. század
Évtizedek: 1330-as évek – 1340-es évek – 1350-es évek – 1360-as évek – 1370-es évek – 1380-as évek – 1390-es évek – 1400-as évek – 1410-es évek – 1420-as évek – 1430-as évek
Évek: 1383 – 1384 – 1385 – 1386 –  1387 – 1388 – 1389 – 1390 – 1391 – 1392 – 1393

## Események

### Határozott dátumú események
- augusztus 5. – Az otterburni csata(wd) az angolok és a skótok között.[1]
- augusztus 28. – Zsigmond magyar király Pensauriói János zenggi püspököt, mint királyi helytartót Zárába küldi.[2]

### Határozatlan dátumú események
- február–március – Zsigmond király a Délvidékre vonul, leveri a lázadó vránai perjelt és a Horvátiakat.[3]
- az év folyamán –
  - Jagelló Ulászló és Hedvig lengyel királynő megalapítja a vilniusi (wilnói) püspökséget.[4]
  - I. Murád szultán serege elfoglalja Tirnovót és Szilisztrát, Vidin pedig meghódol a szultánnak.
  - Stockholmot Albert svéd király városi rangra emeli.
  - VI. Orbán pápa privilégiumot ad a kölni polgároknak egyetem alapítására.[5]
  - Vitold litván nagyfejedelem gazdasági jogokat adományoz a zsidóknak.[6]
  - A cambridge-i rendelet korlátozza a munkások és koldusok szabad mozgását.

## Születések
- Thomas Montacute, Salisbury grófja